# Семь мудрецов бамбуковой рощи
Семь мудрецов бамбуковой рощи (кит. трад. 竹林七賢, упр. 竹林七贤, пиньинь Zhúlín QīXián, палл. чжулинь цисянь) — группа китайских учёных, поэтов, музыкантов в III веке нашей эры в царстве Вэй (Троецарствие) и после его распада. Хотя каждый в отдельности существовал в реальности, нет полной уверенности в том, что они были связаны друг с другом и образовывали общество. Тем не менее некоторые из них вполне могли быть связаны через даосскую школу Цинтань (кит. 清談 — Чистые беседы).
Когда образовалась империя Цзинь, опирающаяся на конфуцианство, семь мудрецов почувствовали себя неуютно. Они стали писать сатирические и критические поэмы, направленные против двора и власти. Им также принадлежит литература, написанная под влиянием даосизма. Взгляды семи мудрецов не были одинаковы. Одни (напр. Лю Лин) пытались выразить свои позиции, изображая из себя чудаков или пьяниц, чтобы избежать жёсткого контроля со стороны властей, другие (как Ван Жун) в конце концов находили своё место при новой династии. Не все из них были вовлечены в даосскую школу Цинтань. Сборник Шишо Синью (世說新語 — Новые истории, собранные по всему миру) представляют их как индивидуальности.

## Семь мудрецов
В группу семи мудрецов входили:
- Цзи Кан (иногда Си Кан), поэт
- Лю Лин, поэт
- Жуань Цзи, поэт
- Жуань Сянь, музыкант
- Сян Сю, философ

Семь мудрецов бамбуковой рощи в сопровождении мальчика-слуги, школа Кано японской живописи эпохи Эдо

- Ван Жун (династия Цзинь), военачальник
- Шань Тао, чиновник.

Цзи Кан был неразлучным другом Жуань Цзи.
По распространённым рассказам, группа пыталась избежать интриг и коррупции двора, и собиралась в доверительной творческой атмосфере в бамбуковой роще около дома Цзи Кана в Шаньяне, сейчас провинция Хэнань. Там они обменивались своими размышлениями и работами и проводили время на природе, наслаждаясь простой жизнью. Эти встречи контрастировали с обстановкой при дворе. Они чувствовали свободу, пили вино, наслаждались спонтанностью выражения своей природы.
Цзи Кан отказывался сотрудничать с новой властью, отчего был казнён. Жизнь группы на природе стала распространённой темой художников, которые вдохновлялись идеей жить простой жизнью.
С семью мудрецами ассоциируют также Жун Цици (榮啟期), который, однако, жил несколько раньше. Об этом свидетельствует несколько рисунков на могилах около Нанкина четвёртого века.
В дальнейшем образ семи мудрецов широко использовался в китайской культуре, вдохновляя поэтов, художников и музыкантов.

## Галерея

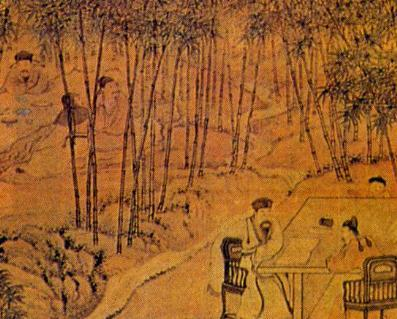
Семь мудрецов бамбуковой рощи.
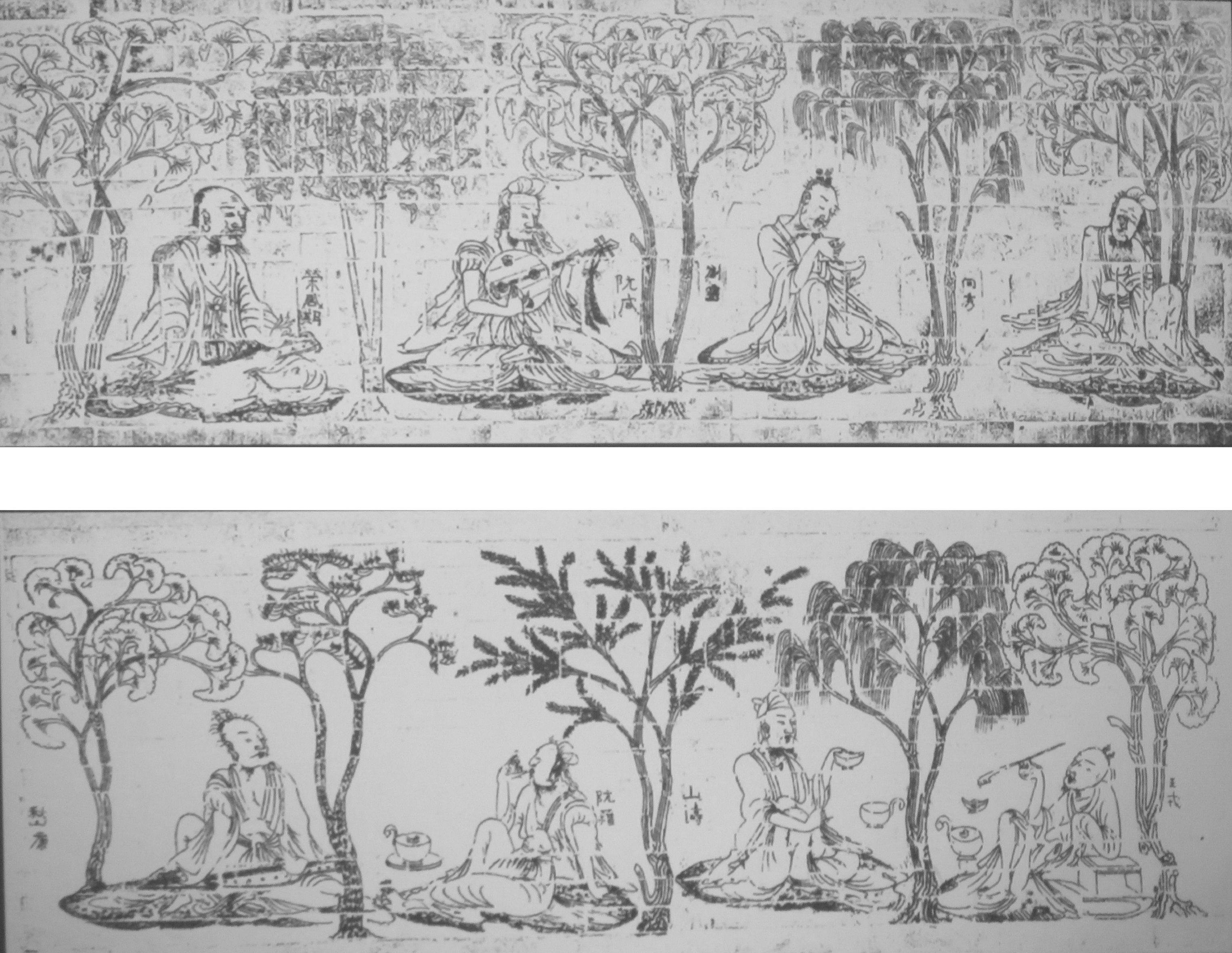
Семь мудрецов бамбуковой рощи и бессмертный  Жун Цици. С рисунка на могиле эпохи Восточная Цинь Восточная Цинь.
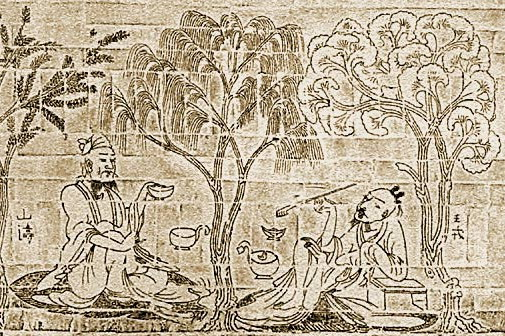
Семь мудрецов бамбуковой рощи и бессмертный - изображение на могилах около города Нанкин. Слева - Шань Тао, справа Ван Жун.
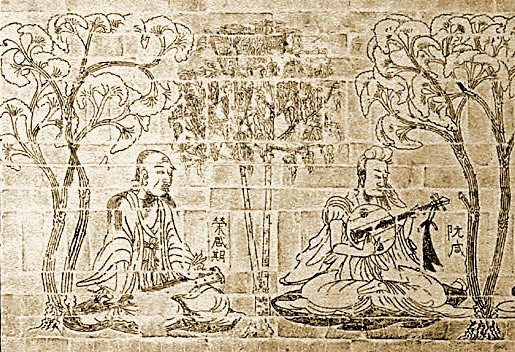
Семь мудрецов бамбуковой рощи и бессмертный  Жун Цици - изображение на могилах около города Нанкин. Слева - Жун Цици, справа Жуань Сянь.
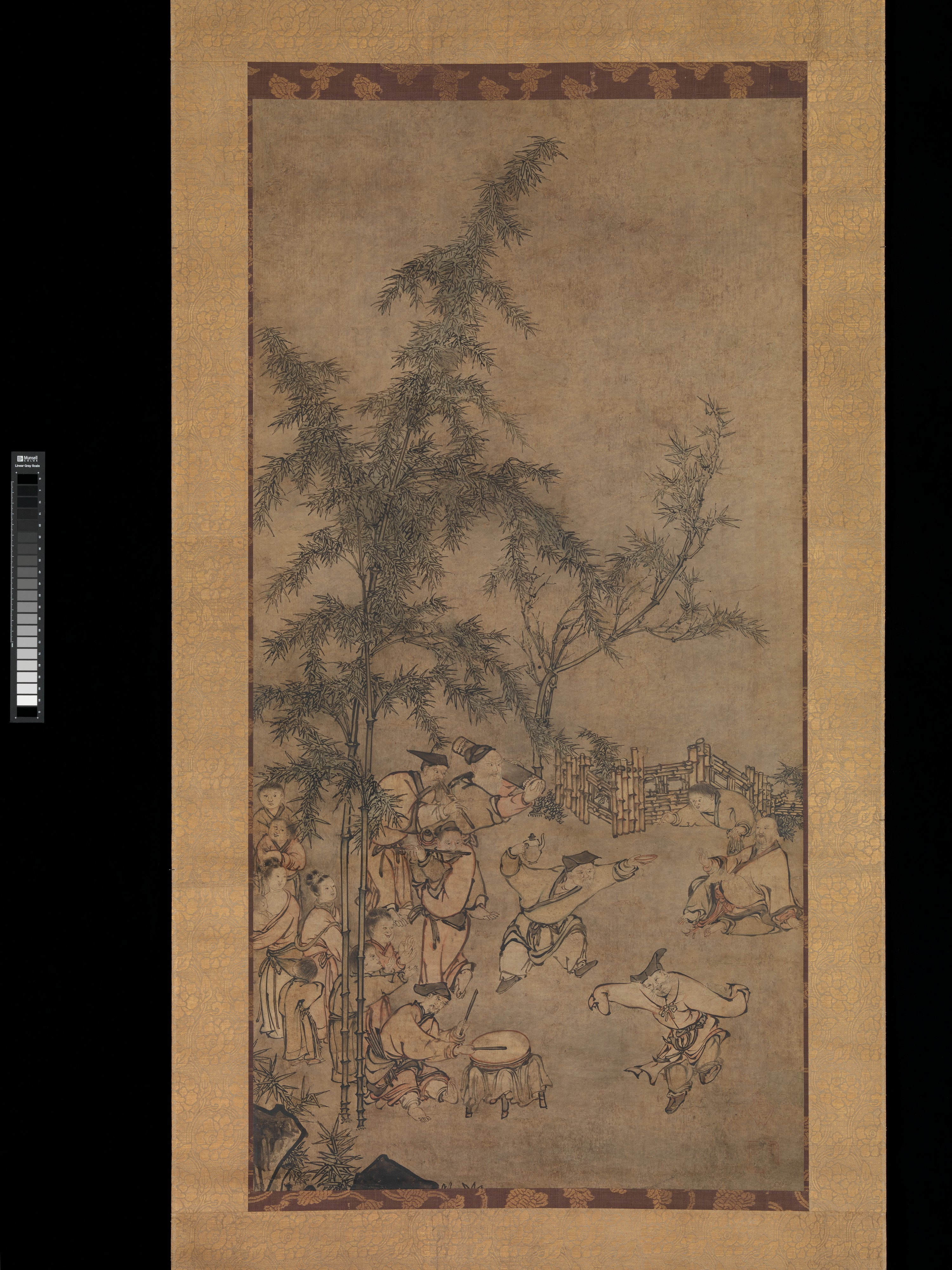
Семь мудрецов бамбуковой рощи, Сэссон Сюкэй, около 1550
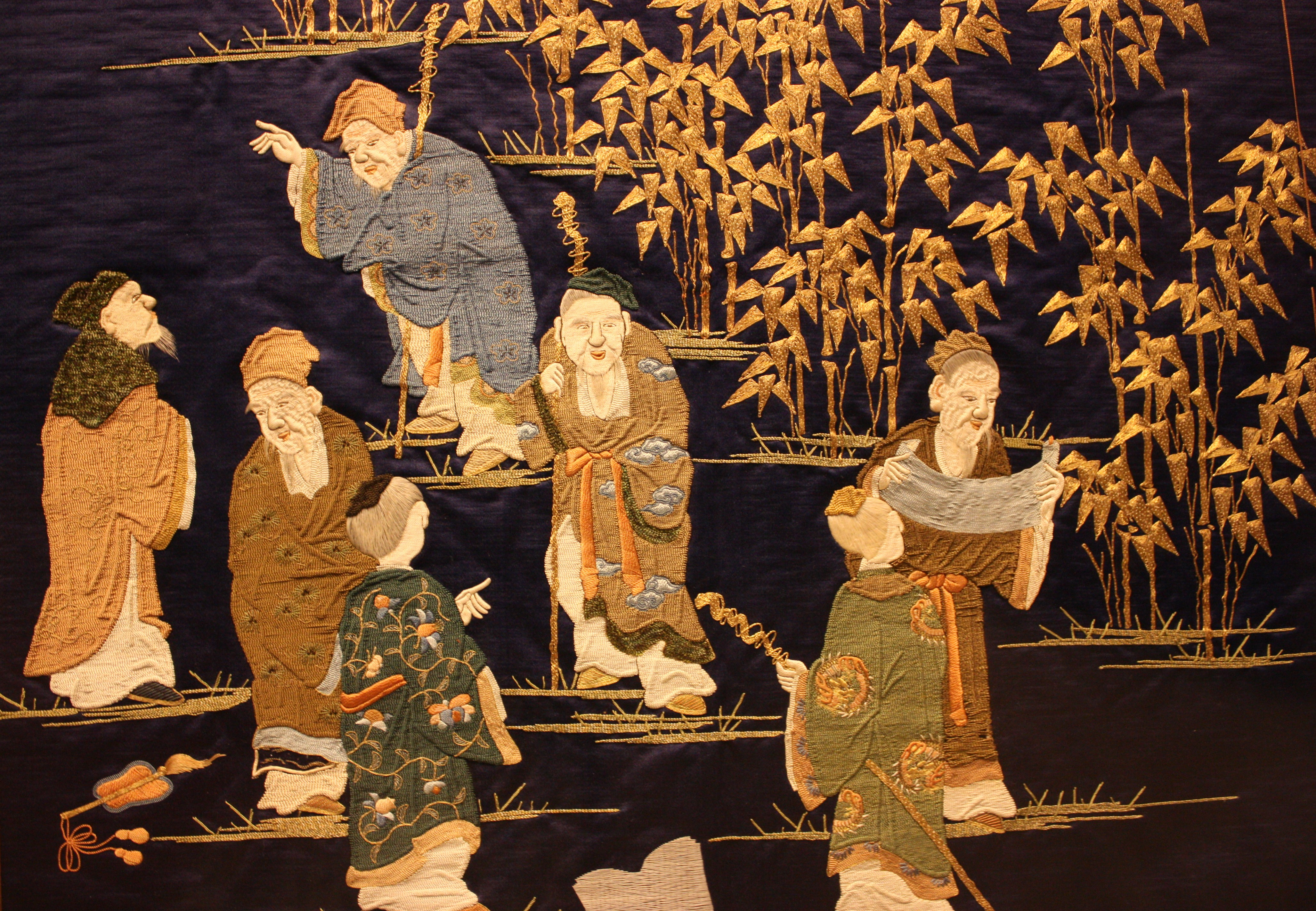
Семь мудрецов бамбуковой рощи на тёмном шёлке, 1860-1880.
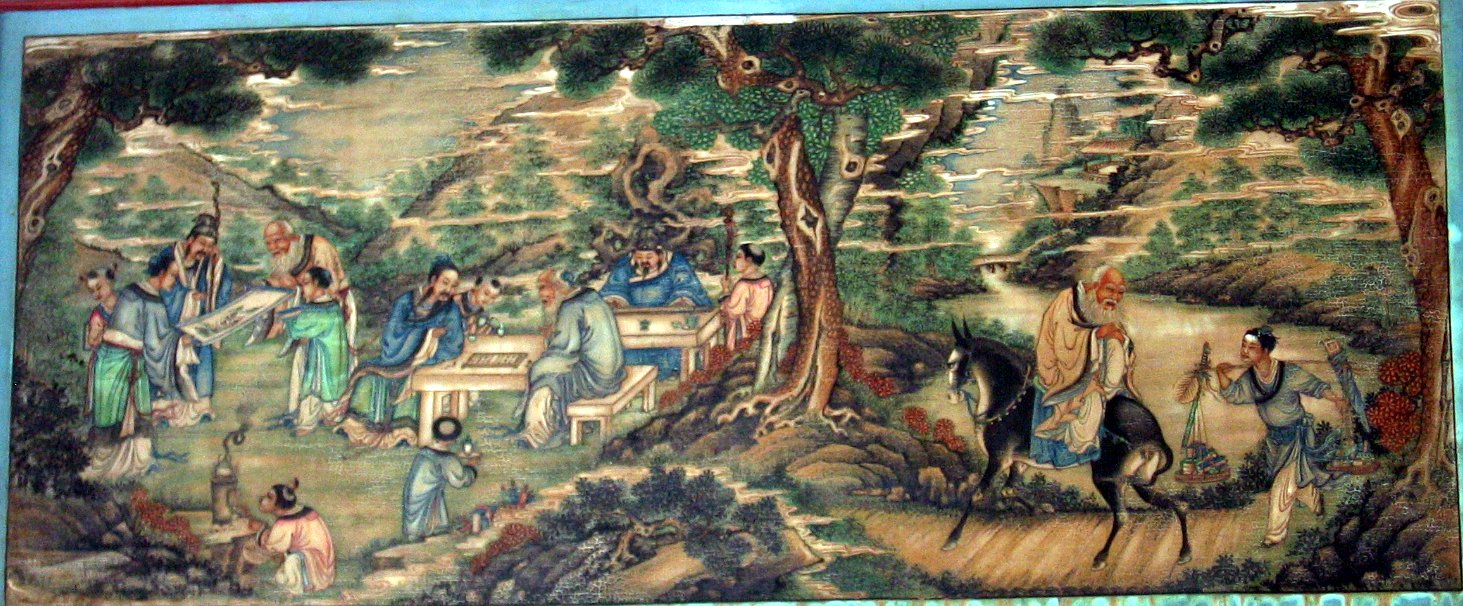
Семь мудрецов бамбуковой рощи - изображение в летнем императорском дворце в Пекине( Галерея Чанлан ).